# داريل بويس
داريل بويس هو لاعب هوكي الجليد كندي، ولد في 7 يوليو 1984 في تشارلوت تاون في كندا.

## وصلات خارجية
- داريل بويس على موقع دوري الهوكي الوطني (الإنجليزية)
- داريل بويس على موقع قاعة مشاهير الهوكي (لاعب أن.إتش.أل) (الإنجليزية)
- داريل بويس على موقع EliteProspects.com (الإنجليزية)
- داريل بويس على موقع HockeyDB.com (الإنجليزية)
- داريل بويس على موقع Hockey-Reference.com (الإنجليزية)